# Caramba Switcher
Caramba Switcher — программа для автоматического переключения между различными раскладками клавиатуры в операционных системах семейства Microsoft Windows и macOS. Создана в 2018 году Сергеем Москалёвым, автором программы Punto Switcher.
Сервис работает с русским, английским и немецким языками.

## История
В 2001 году Сергей Москалёв создал приложение для автоматического переключения между различными раскладками клавиатуры — Punto Switcher. С 2008 года программа принадлежит «Яндексу». Команда под руководством Сергея Москалёва занималась разработкой Punto Switcher по договору с Яндексом с 2008 по 2018 год, когда он ушёл из компании.
После ухода из «Яндекса» в июне 2018 года Москалёв запустил Caramba Switcher — идейное продолжение сервиса без настроек и с функцией самообучения. К августу 2021 года число пользователей Windows-версии Caramba Switcher превысило 210 тысяч, также есть версия для macOS, которая распространяется платно по подписке. По состоянию на 2021 год программу развивает сам Москалёв и несколько волонтёров.
Помимо основной функции, Caramba Switcher в версии для macOS имеет возможность исправлять опечатки и очищает текст от форматирования при копировании и вставке. При вводе данных платежных карт и других персональных данных приложение приостанавливает свою работу. Caramba Switcher автоматически отключается в играх, средах разработки и другом специализированном программном обеспечении.